# Catocala antenigra
Catocala antenigra là một loài bướm đêm trong họ Erebidae.